# Petinomys
Petinomys — рід гризунів родини вивіркових (Sciuridae), належить до підродини політухових (Pteromyinae).

## Поширення
Мешкають у тропічних лісах Південної та Південно-Східної Азії, найбільше видів на островах Суматра та Борнео.

## Спосіб життя
Ці білки живуть у тропічних лісах, від рівня моря до 1210 м над рівнем моря. Їх звички невивчені, але, мабуть, нагадують інших білок-летяг у Південно-Східній Азії. Вони сплять протягом дня у дуплах дерев і активні вночі, коли вони мандрують у пошуках їжі. Вони живляться горіхами, фруктами, молодими пагонами листям і, можливо, навіть деякими комахами.

## Розмноження
Вагітність триває досить довго — понад 53 дні, і малюки, на відміну від інших літаючих білок народжуються повністю покриті шерстю, з відкритими очима, і в змозі піднятися і прийняти тверду їжу у перший день життя. Народжується від 1 до 3 дитинчат, у залежності від виду.

## Класифікація
Рід містить 8 описаних видів:
- Petinomys crinitus (Hollister, 1911) (Басилан на Філіппінах);
- Petinomys fuscocapillus (Jerdon, 1847) (Південна Індія та Шрі-Ланка);
- Petinomys genibarbis (Horsfield, 1822) (Малайзія, Суматра, Ява та Борнео);
- Petinomys hageni (Jentink, 1888) (Борнео та Суматра);
- Petinomys lugens (Thomas, 1895) (острів Сіпура та Північний Пагай);
- Petinomys mindanensis (Rabor, 1939) (Острови Дінагат, Сіаргао та Мінданао);
- Petinomys setosus (Temminck, 1844) (М'янма, Таїланд, Малайзія, Суматра та Борнео);
- Petinomys vordermanni (Jentink, 1890) (М'янма, Таїланд, Малайзія, Суматра та Борнео)